# Entre Pancho Villa y una mujer desnuda
Entre Pancho Villa y una mujer desnuda è un film del 1996 diretto da Sabina Berman e Isabelle Tardán.